# 鏡浦台駅
鏡浦台駅（キョンポデえき）は大韓民国江原道江陵市にかつて存在していた鉄道庁（現・韓国鉄道公社）の駅である。1962年11月6日に当駅～墨湖駅間44.6kmが東海北部線として開通した際に通常駅として営業を開始した。当初の計画では当駅～束草駅も建設される予定であったが、国土開発政策における優先順位の変更で当駅が嶺東線の終着駅となった。その後、東海北部線の建設が凍結されると当駅の存在意義が薄れたため、1979年3月1日に廃駅となった。駅のあった場所には現在ラカイサンドパインリゾートがある。

## 歴史
- 1962年8月21日 : 駅舎新築着工
- 1962年11月6日 : 駅舎新築竣工と同時に営業開始[1]
- 1963年5月17日 - 鉄岩線・栄岩線・東海北部線区間を統合して嶺東線と命名
- 1976年7月10日 : 貨物取扱停止[2]
- 1979年3月1日 : 廃駅[3]